# Темерин
Темерин (серб. Темерин) — населённый пункт городского типа в Сербии. Находится в Южно-Бачском округе Воеводины.

## Демография и этнический состав
Согласно переписи населения 2022 года в Темерине проживают 17 998 человек. Согласно переписи 2002 года из 19 216 проживавших на тот момент в городе человек 9 660 (50,27 %) были сербами, 8 187 (42,60 %) венграми, 304 (1,58 %) югославами и т. д.

## Известные уроженцы
- Лукиян Мушицки — сербский писатель и теолог
- Карол Сирмаи — венгерский писатель
- Драгутин Зеленович — премьер-министр Сербии в 1991 году

## Галерея
- Памятник югославским партизанам
- Православная церковь